# Gorenja vas-Poljane
Gorenja vas-Poljane (IPA: [ɡɔˈɾeːnja ˈʋaːs pɔˈljaːnɛ]) è un comune della Slovenia di 7 539 abitanti. Appartiene alla regione statistica dell'Alta Carniola.

## Geografia fisica

### Alture principali
- Blegoš 1.562 m
- Špik 1.538 m
- Špehovše 1.355 m
- Pod robom 1.258 m
- Kovk 1.201 m

### Corsi d'acqua
- Poljanska Sora
- Hobovščica
- Kopačnica
- Ločivnica

## Storia
Dopo la prima guerra mondiale col Trattato di Rapallo gli insediamenti di Lajše, Laze, Chernizze (Krnice pri Novakih) e Robidinizza (Robidnica) vennero annessi al Regno d'Italia mentre il resto degli insediamenti dell'attuale comune entrarono a far parte del Regno dei Serbi, dei Croati e degli Sloveni divenuto poi Jugoslavia.

Da parte italiana vennero allestite delle strutture difensive del Vallo Alpino Orientale mentre da parte jugoslava venne allestita una corrispondente struttura difensiva nota come Linea Rupnik; i resti di entrambe le strutture sono ancora visibili nella parte occidentale del territorio comunale.

## Geografia antropica

### Suddivisioni amministrative
Il comune di Gorenja Vas-Poljane è suddiviso in 73 insediamenti (naselja):
- Bačne
- Brebovnica
- Bukov Vrh
- Čabrače
- Četena Ravan
- Debeni
- Delnice
- Dobje
- Dobravšce
- Dolenčice
- Dolenja Dobrava
- Dolenja Ravan
- Dolenja Žetina
- Dolenje Brdo
- Dolge Njive
- Fužine
- Goli Vrh
- Gorenja Dobrava
- Gorenja Ravan
- Gorenja vas
- Gorenja Žetina
- Gorenje Brdo
- Hlavče Njive
- Hobovše pri Stari Oselici
- Hotavlje
- Hotovlja
- Jarčje Brdo
- Javorje
- Javorjev Dol
- Jazbine
- Jelovica
- Kladje
- Kopačnica
- Kremenik
- Krivo Brdo
- Krnice pri Novakih
- Lajše
- Laniše
- Laze
- Leskovica
- Lom nad Volčo
- Lovsko Brdo
- Lučine
- Malenski Vrh
- Mlaka nad Lušo
- Murave
- Nova Oselica
- Podgora
- Podjelovo Brdo
- Podobeno
- Podvrh
- Poljane nad Škofjo Loko
- Predmost
- Prelesje
- Robidnica
- Smoldno
- Sovodenj
- Srednja vas - Poljane
- Srednje Brdo
- Stara Oselica
- Studor
- Suša
- Todraž
- Trebija
- Vinharje
- Volaka
- Volča
- Zadobje
- Zakobiljek
- Zapreval
- Žabja vas
- Žirovski Vrh Sv. Antona
- Žirovski Vrh Sv. Urbana

## Amministrazione
| Periodo | Periodo   | Primo cittadino | Partito | Carica  | Note |
| ------- | --------- | --------------- | ------- | ------- | ---- |
| 1994    | 1998      | Jože Bogataj    |         | sindaco |      |
| 1998    | 2002      | Jože Bogataj    |         | sindaco |      |
| 2002    | 2006      | Jože Bogataj    |         | sindaco |      |
| 2006    | 2010      | Milan Čadež     |         | sindaco |      |
| 2010    | 2014      | Milan Čadež     | SDS     | sindaco |      |
| 2014    | 2018      | Milan Čadež     | SDS     | sindaco |      |
| 2018    | in carica | Milan Čadež     | SDS     | sindaco |      |